# 北村文雄
北村 文雄（きたむら ふみお、1923年（大正12年）4月18日 - 2017年（平成29年）3月1日）は、日本の造園学者・造園教育者。
専門は造園植物である芝、花蓮。北海道旭川市生まれ。父親の故郷新潟県のほか熊本県と福岡県などに転居し、以降栃木県から東京に移る。

## 経歴と人物
- 1951年（昭和26年）東京大学農学部農学科卒業
- 1956年（昭和31年）3月に東京大学大学院満期退学、同年7月から東京大学農学部助手
- 1957年（昭和32年）文部省所管農学用語選定原案委員会委員
- 1965年（昭和40年）東京大学農学部助教授
- 1972年（昭和47年）東京大学農学部附属園芸実験所（1975年に付属緑地植物実験所に改称）に転任
- 1972年（昭和47年）日本造園学会賞
- 1974年（昭和49年）- 1986年（昭和61年）学術審議会専門委員、同学術用語分科会主査（文部省所管）
- 1976年（昭和51年）- 1984年（昭和59年）東京大学農学部教授
- 1977年（昭和52年）- 1993年（平成5年）玉川大学農学部講師
- 1977年（昭和52年）- 1984年（昭和59年）文教大学文理学部講師
- 1979年（昭和54年）- 1983年（昭和58年）東京工業大学大学院講師併任
- 1980年（昭和55年）- 1993年（平成5年）富山県立技術短期大学講師併任
- 1980年（昭和55年）- 1983年（昭和58年）日本芝草研究会会長
- 1981年（昭和56年）- 1995年（平成7年）東京都環境影響評価審議会委員
- 1982年（昭和57年）第7回日本公園緑地協会北村賞受賞
- 1983年（昭和58年）- 1991年（平成3年）国立科学博物館筑波植物園運営委員会会長（文部省所管）
- 1983年（昭和58年）- 1985年（昭和60年）日本造園学会会長
- 1984年（昭和59年）日本芝草学会会長
- 1984年（昭和59年）- 1989年（平成元年）信州大学農学部教授
- 1989年（平成元年）- 1995年（平成7年）大阪芸術大学芸術学部教授
- 1990年（平成2年）- 1994年（平成6年）日本芝草学会会長
- 1991年（平成3年）- 1993年（平成5年）日本緑化工学会会長
- 1995年（平成7年）日本芝草学会賞
- 1995年（平成7年）日本緑化工学会賞
- 1996年（平成8年）日本造園学会上原敬二賞

## 著書
- 『芝生と芝生用植物』加島書店、1966年
- 『水環境の緑地植物の生育におよぼす影響』東京大学、1980-1981年
- 『芝草の植栽分布に関する研究』信州大学、1987-1988年
- 『芝草・芝地ハンドブック』博友社、1997年
- 『蓮』ネット武蔵野、2000年
- 『芝草物語』ソフトサイエンス社、2001年
- 『芝生のすすめ』ネット武蔵野、2001年
- 『樹木図鑑』 (NHK趣味の園芸) 日本放送出版協会、2001年